# Walrus (Isole Pribilof)
Walrus è una piccola isola del gruppo delle Pribilof, che si trovano a nord dell'arcipelago delle Aleutine, tra l'Alaska e la Russia. Walrus si trova circa 15 km a est dell'isola di St. Paul. L'isola è disabitata e appartiene all'Alaska (USA).
Walrus è lunga solo 650 m e ha un'area di 0,203 km². Il nome inglese è stato tradotto dalla denominazione russa Moržovyj (da morž, che significa "tricheco", come il termine inglese walrus) pubblicata dal capitano Mihail Nikolaevič Vasil'ev della Marina imperiale russa (1829).
Questo isolotto non deve essere confuso con le Isole Walrus che formano il Walrus Islands State Game Sanctuary, situate vicino all'isola Hagemeister, né con Walrus del gruppo delle isole Kudobin, situata nella parte meridionale della baia di Bristol.